# Alberto Rodríguez Hernández
Alberto Rodríguez Hernández (* 9. September 1963 in Pinar del Río) ist ein ehemaliger kubanischer Ringer. Er gewann bei Weltmeisterschaften im Ringen zwei Bronzemedaillen im freien Stil.

## Werdegang
Alberto Rodríguez Hernández begann als Jugendlicher im Jahre 1977 in seiner Heimatstadt Pinar del Río mit dem Ringen. Er konzentrierte sich dabei auf den freien Stil. Trainiert wurde er hauptsächlich von Eric Leon. Neben dem Ringen absolvierte er eine Ausbildung zum Physiotherapeuten. Bei einer Größe von 1,79 Metern rang er während seiner ganzen Karriere im Weltergewicht, der Gewichtsklasse bis 74 kg Körpergewicht.
Auf der internationalen Ringermatte erschien er erstmals im Jahre 1988. Er siegte dabei bei den Panamerikanischen Meisterschaften im Weltergewicht vor Nate Carr aus den Vereinigten Staaten und Rick Dove aus Kanada. Im gleichen Jahr siegte er auch beim Weltcup in Toledo/USA vor Kenneth Monday, USA und Nasir Gadžihanov aus der Sowjetunion. Ein Start bei den Olympischen Spielen 1988 in Seoul war ihm aber nicht möglich, da Kuba diese Spiele aus politischen Gründen boykottierte. 1989 startete er in Martigny/Schweiz erstmals bei Weltmeisterschaften. Er musste sich dabei aber mit dem 7. Platz begnügen.
1990 siegte Alberto Rodríguez Hernández bei den Zentralamerikanischen Meisterschaften in Mexiko-Stadt und beim Großen Preis von Deutschland in Saarbrücken, wo er Adlan Warajew aus der Sowjetunion auf den 2. Platz verwies. Bei den Panamerikanischen Meisterschaften 1990 erreichte er in Colorado Springs den 3. Platz hinter Greg Edinsky, Vereinigte Staaten und Gordon Sturruck aus Kanada. Bei den Weltmeisterschaften dieses Jahres in Tokio kam er auf den 6. Platz. Den Titel gewann dort der Bulgare Rahmat Sukra vor Nasir Gadžihanov. 1991 kam er bei den Panamerikanischen Spielen in Havanna hinter Kenneth Monday und Felipe Guzmán aus Mexiko auf den 3. Platz. Bei den Weltmeisterschaften 1991 in Warna war ihm aber wieder kein Glück beschieden, denn er schied dort vorzeitig aus und kam nur auf den 12. Platz.
Den Sprung zu den Olympischen Spielen 1992 schaffte er nicht. 1993 war er aber bei den Weltmeisterschaften in Toronto wieder am Start und erkämpfte sich dort mit seinem dritten Platz hinter Park Jang-soon, Südkorea und David Schultz aus den Vereinigten Staaten mit dem 3. Platz seine erste Medaille bei Weltmeisterschaften. 1994 kam er bei den Panamerikanischen Meisterschaften in Mexiko-Stadt hinter Matt Lindland aus den Vereinigten Staaten auf den 2. Platz und verpasste mit dem 4. Platz bei den Weltmeisterschaften in Istanbul, wo Turan Ceylan aus der Türkei siegte, knapp die Medaillenränge.
Im März 1995 feierte Alberto Rodríguez Hernández mit seinem Sieg bei den Panamerikanischen Spielen in Mar del Plata vor David Hohl, Kanada und David Schultz wieder einen Erfolg, dem ein 3. Platz bei den Weltmeisterschaften 1995 in Atlanta hinter Buwaissar Saitijew, Russland und Alexander Leipold, Deutschland, folgte. 1996 konnte er sich dann auch für die Teilnahme an den Olympischen Spielen in Atlanta qualifizieren. Dort verlor er seinen ersten Kampf gegen Kenneth Monday, siegte dann über den Weltmeister von 1994 Turan Ceylan und über Issa Momeini aus dem Iran, schied dann aber nach einer weiteren Niederlage gegen Məmmədsalam Haciyev aus Aserbaidschan aus und kam nur auf den 11. Platz.
Danach beendete er seine internationale Ringerlaufbahn.

## Internationale Erfolge
| Jahr | Platz | Wettbewerb                                                | Gewichtsklasse | Ergebnisse |
| 1988 | 1.    | Panamerikanische Meisterschaften                          | Welter         | vor Nate Carr, USA und Rick Dove, Kanada                                                                                                   |
| 1988 | 1.    | Weltcup in Toledo/USA                                     | Welter         | vor Kenneth Monday, USA und Nasir Gadžihanov, UdSSR                                                                                        |
| 1989 | 3.    | Weltcup in Toledo/USA                                     | Welter         | hinter Damat Chasamow, UdSSR und Kenneth Monday                                                                                            |
| 1989 | 7.    | WM in Martigny/Schweiz                                    | Welter         | Sieger: Kenneth Monday vor Arsen Fadsajew, UdSSR und Lodoin Enchbajar, Mongolei                                                            |
| 1990 | 1.    | Großer Preis von Deutschland in Saarbrücken               | Welter         | vor Adlan Warajew, UdSSR und Krzysztof Walencik, Polen                                                                                     |
| 1990 | 3.    | Panamerikanische Meisterschaften in Colorado Springs      | Welter         | hinter Greg Edinsky, USA und Gordon Sturrock, Kanada                                                                                       |
| 1990 | 6.    | WM in Tokio                                               | Welter         | Sieger: Rahmat Sukra, Bulgarien vor Nasir Gadžihanov und Amir Reza Khadem, Iran                                                            |
| 1990 | 1.    | Zentralamerikanische Meisterschaften in Mexiko-Stadt      | Welter         | vor Galdino Rodríguez, Mexiko und Elias Antonio Madcano Tochón, Venezuela                                                                  |
| 1991 | 3.    | Panamerikanische Spiele in Havanna                        | Welter         | hinter Kenneth Monday und Felipe Guzmán, Mexiko                                                                                            |
| 1991 | 12.   | WM in Warna                                               | Welter         | hinter Amir Reza Khadem, Kenneth Monday und Nasir Gadžihanov                                                                               |
| 1993 | 3.    | Weltcup in Chattanooga                                    | Welter         | hinter Rob Koll, USA und Məmmədsalam Haciyev, Russland                                                                                     |
| 1993 | 3.    | WM in Toronto                                             | Welter         | hinter Park Jang-soon, Südkorea und David Schultz, USA                                                                                     |
| 1993 | 1.    | Zentralamerikanische Meisterschaften in Ponce/Puerto Rico | Welter         | vor Felipe Guzmán und José R. Santiago, Puerto Rico                                                                                        |
| 1994 | 2.    | Panamerikanische Meisterschaften in Mexiko-Stadt          | Welter         | hinter Matt Lindland, USA, vor Gonzalo Gastón Pelaez, Argentinien                                                                          |
| 1994 | 4.    | WM in Istanbul                                            | Welter         | hinter Turan Ceylan, Türkei, Victor Peicov, Moldawien und Behrouz Yari Kalani, Iran                                                        |
| 1995 | 1.    | Panamerikanische Spiele in Mar del Plata                  | Welter         | vor David Hohl, Kanada und David Schultz                                                                                                   |
| 1995 | 3.    | WM in Atlanta                                             | Welter         | hinter Buwaissar Saitijew, Russland und Alexander Leipold, Deutschland                                                                     |
| 1996 | 2.    | Panamerikanische Olympiaausscheidung in Cali/Kolumbien    | Welter         | hinter Rob Koll, vor David Hohl |
| 1996 | 4.    | Großer Preis von Deutschland in Leipzig                   | Welter         | hinter Turan Ceylan, Nuri Zengin, Türkei und Árpád Ritter, Ungarn                                                                          |
| 1996 | 11.   | OS in Atlanta                                             | Welter         | nach einer Niederlage gegen Kenneth Monday, Siegen über Turan Ceylan und Issa Momeini, Iran und einer Niederlage gegen Məmmədsalam Haciyev |

## Erläuterungen
- alle Wettkämpfe im freien Stil
- OS = Olympische Spiele, WM = Weltmeisterschaften
- Weltergewicht, Gewichtsklasse bis 74 kg Körpergewicht